# Combi Service
Combi Service er en dansk rengøringsvirksomhed med hovedsæde i Kildebrønde i Greve Kommune. Den blev grundlagt i 1998 af Birgit Aaby i Roskilde. I 2023 var årets resultat på 6.553.460 kr, med 47 ansatte pr. april 2024.
Grundlægger Birgit Aaby forlod den daglige ledelse i 2007, men ejer stadigvæk 50 % af Combi Service.